# Eugene de Salignac
Eugene de Salignac (geb. 1861 in Boston, Massachusetts; gest. 1. November 1943 in New Jersey) war ein US-amerikanischer Fotograf, der von 1906 und 1943 in New York City fotografiert hat.

## Familie
Eugene de Salignac stammt aus einer französischen Adelsfamilie. Sein Vater war ein Graf. Das im 12. Jahrhundert erbaute Schloss der Familie de Salignac steht in der Dordogne. Unter Eugene de Salignacs Vorfahren war der französische Erzbischof und Theologe François de Salignac de La Mothe-Fénelon (1651–1715). Eugenes Urgroßvater mütterlicherseits, John Ordroneaux (1778–1841), war Freibeuter im Britisch-Amerikanischen Krieg von 1812. Ein Großonkel von Eugene de Salignac, der ebenfalls John Ordroneaux (1830–1908) hieß und der einzige Sohn des Freibeuters gleichen Namens war, war als Professor an der Columbia-Universität an der Entwicklung des Rechtsinstituts der Schuldunfähigkeit beteiligt.
Eugene de Salignacs Vater wurde in Frankreich, seine Mutter in New York geboren. Eugene de Salignacs Mutter, Clara Servatius, war die Tochter des Barons Bartholemew Servatius. Sie arbeitete als Lehrerin. Sein Vater, Colonel Eugene de Salignac, leitete eine private Schule zur Ausbildung von Offizieren der US-Nordstaaten im amerikanischen Sezessionskrieg.
Die Gräfin Marie de Salignac, Bibliothekarin in einer Filiale der öffentlichen Stadtbibliothek New Yorks, war Eugene de Salignacs Schwester.
Eliza Jane Cross, Eugene de Salignacs Ehefrau, war die Tochter eines wohlhabenden Konditors, der in Pompton Plains, New Jersey, lebte.

## Lebensweg

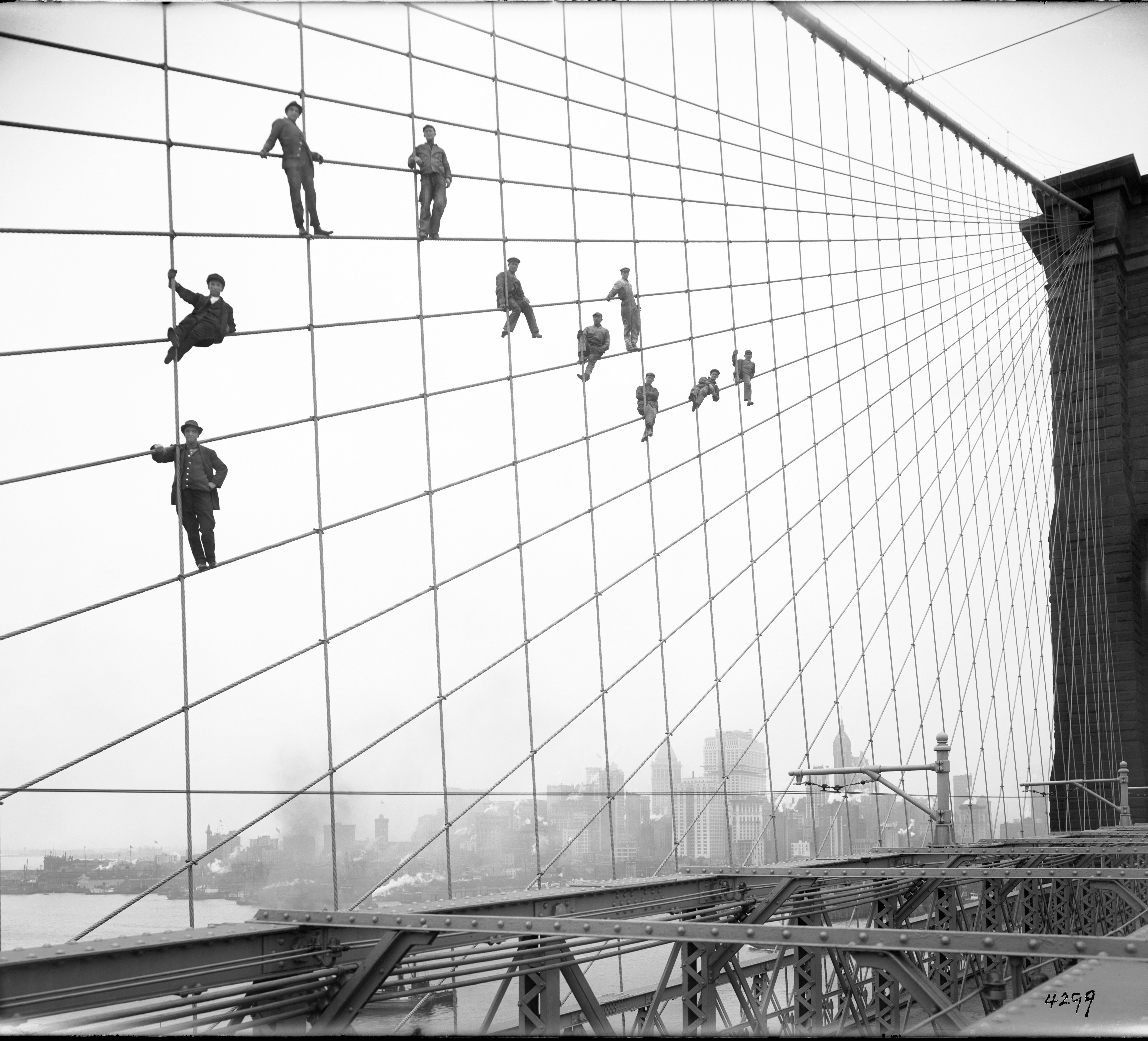
Anstreicher in den Halteseilen der Brooklyn Bridge, New York City, am 7. Oktober 1914. Fotografie von Eugene de Salignac

Eugene de Salignac wurde im Jahr 1861 in Boston, Massachusetts, geboren. Über sein Kindheit und Jugend ist sehr wenig bekannt. Im Jahr 1887 heiratete Eugene de Salignac Eliza Jane Cross. Das Paar bekam zwei Kinder, nämlich die Tochter Eugenie (geb. 1889 in New York) und den Sohn Louis Leon (geb. 1897). In Eugenies Geburtsurkunde wurde Eugene de Salignacs Beruf mit „Angestellter“ („clerk“) angegeben. Laut Volkszählung des Jahres 1900 lebte Eugene de Salignac in Keyport (New Jersey) und war Zimmerwirt bzw. Pensionsinhaber („boardinghouse keeper“). Im Jahr 1903 lebte er nicht mehr mit seiner Ehefrau zusammen. Sie und die beiden Kinder lebten in New Jersey, während Eugene de Salignac nach New York umgezogen war. Nach seiner Scheidung war er zunächst arbeitslos, bis er von seinem ehemaligen Schwager Daniel Simpson (Ehemann der Schwester seiner früheren Ehefrau Eliza Jane Cross), der Leiter des Brückenamtes (Department of Bridges, später: Department of Plant and Structures, Amt für Brücken/Anlagen und Bauwerke) der Stadt New York war, bei dieser Behörde einen Anstellung als Fotograf erhielt, zunächst als Assistent von Joseph Palmer. Offenbar wohnte Eugene de Salignac auch bei seinem ehemaligen Schwager Daniel Simpson in der 21st Street in Chelsea. Den Unterlagen des Brückenamtes zufolge war Eugene de Salignac dort vom 18. April 1903 bis zu seiner Verrentung am 14. Mai 1934 beschäftigt; in den ersten rund drei Jahren noch parallel zu Joseph Palmer, der am 15. Oktober 1906 starb, wohl als dessen Assistent. Vom 5. Oktober 1906 bis zum 31. Mai 1934 war Eugene de Salignac der einzige Fotograf des New Yorker Amtes für Brücken bzw. für Anlagen und Bauwerke.
Nach der Bildung der Gesamtgemeinde New York City im Jahr 1898 war die Zuständigkeit für alle Wasserstraßenbrücken an das Department of Bridges gefallen. In den nächsten zehn Jahren wurden unter der Leitung dieses Amtes neunzehn neue Brücken in den fünf Stadtbezirken gebaut und das Amt war für die Instandhaltung von fünfundvierzig größeren bereits bestehenden Brücken zuständig.
Als Fotograf des Brückenamtes (das 1916 in Department of Plant & Structures, Amt für Anlagen und Bauwerke, umbenannt wurde) dokumentierte de Salignac von 1906 bis 1934 die Entstehung der öffentlichen Infrastruktur New Yorks, darunter Brücken, große städtische Gebäude, Straßen und U-Bahnstrecken. Vor allem fotografierte er den Bau der Manhattan Bridge (fertiggestellt im Juli 1910) und der Queensboro Bridge (Baubeginn: 19. Juli 1901; Eröffnung: 30. März 1909) sowie des Manhattan Municipal Building (erbaut 1909 bis 1914). Sein bekanntestes Foto ist das von Anstreichern, die lässig auf den Seilen der Brooklyn Bridge posieren. Zu de Salignacs Aufgaben gehörte es auch, Unfälle fotografisch zu dokumentieren.
In den ersten Jahren, in denen de Salignac die öffentliche Infrastruktur in New York City zu fotografieren begann, erlebte diese zu jener Zeit relativ wohlhabende, schnell wachsende Stadt einen raschen und tiefgreifenden Wandel. Auf den Straßen New Yorks waren vielfach noch Pferdefuhrwerke unterwegs, und es gab im Stadtgebiet noch regelrecht ländlich wirkende Gegenden; selbst im nördlichen Manhattan gab es noch unbefestigte Straßen. Zu Beginn des 20. Jahrhunderts wurden die meisten Bauarbeiten noch in Handarbeit ausgeführt, die Schaufelbagger wurden von Dampfmaschinen angetrieben, und Baumaterial wurde auf Pferdewagen herbeigeschafft.
De Salignac fotografierte gelegentlich für das Amt für Häfen und Fähren (Department of Docks and Ferries). Auch vom Gesundheitsamt und vom Amt für Maße und Gewichte (Eichamt) wurden seine Fotodienste bisweilen in Anspruch genommen, und New Yorks Bürgermeister Jimmy Walker bat ihn bei mehreren Anlässen, zu fotografieren. De Salignac machte sogar Passfotos für die Führerscheine von städtischen Berufskraftfahrern.
Als die zum National Public Radio (NPR) gehörende Radiostation WNYC am 8. Juli 1924 ihren Sendebetrieb aufnahm, fotografierte de Salignac dieses Ereignis, wie später auch Studiogäste und in den Radiosendungen auftretende Live-Musiker.
Anfang der 1930er Jahre, in de Salignacs letzten Dienstjahren, war New York City von der Great Depression betroffen. De Salignac fotografierte die riesigen Notschlafstellen für Wohnungslose und die langen Schlangen bedürftiger Menschen, die bei der karitativen Lebensmittelausgabe anstanden. Neubauten, bei denen die öffentliche Hand die Bauherrin war, gab es kaum noch, und oft ließen de Salignacs Fotos aus dieser Zeit den Verschleiß und Verfall der öffentlichen Infrastruktur erkennen.
In seiner Dienstzeit vom 5. Oktober 1906 bis zum 31. Mai 1934 als Fotograf des New Yorker Amtes für Brücken bzw. für Anlagen und Bauwerken nahm Eugene de Salignac fast 20.000 Glasplatten-Negative im Format 8 × 10 Zoll (20,32 × 25,4 cm) in New York City auf. Die meisten dieser Negative und über 15.000 Original-Abzüge befinden sich heute (Stand: 2007) im Stadtarchiv von New York (New York City Municipal Archives).
Eugene de Salignac starb am 1. November 1943 im Alter von 82 Jahren in New Jersey.
Das Museum of the City of New York ehrte ihn 2007 postum mit der Einzelausstellung New York rises: Photographs by Eugene de Salignac.

## Galerie

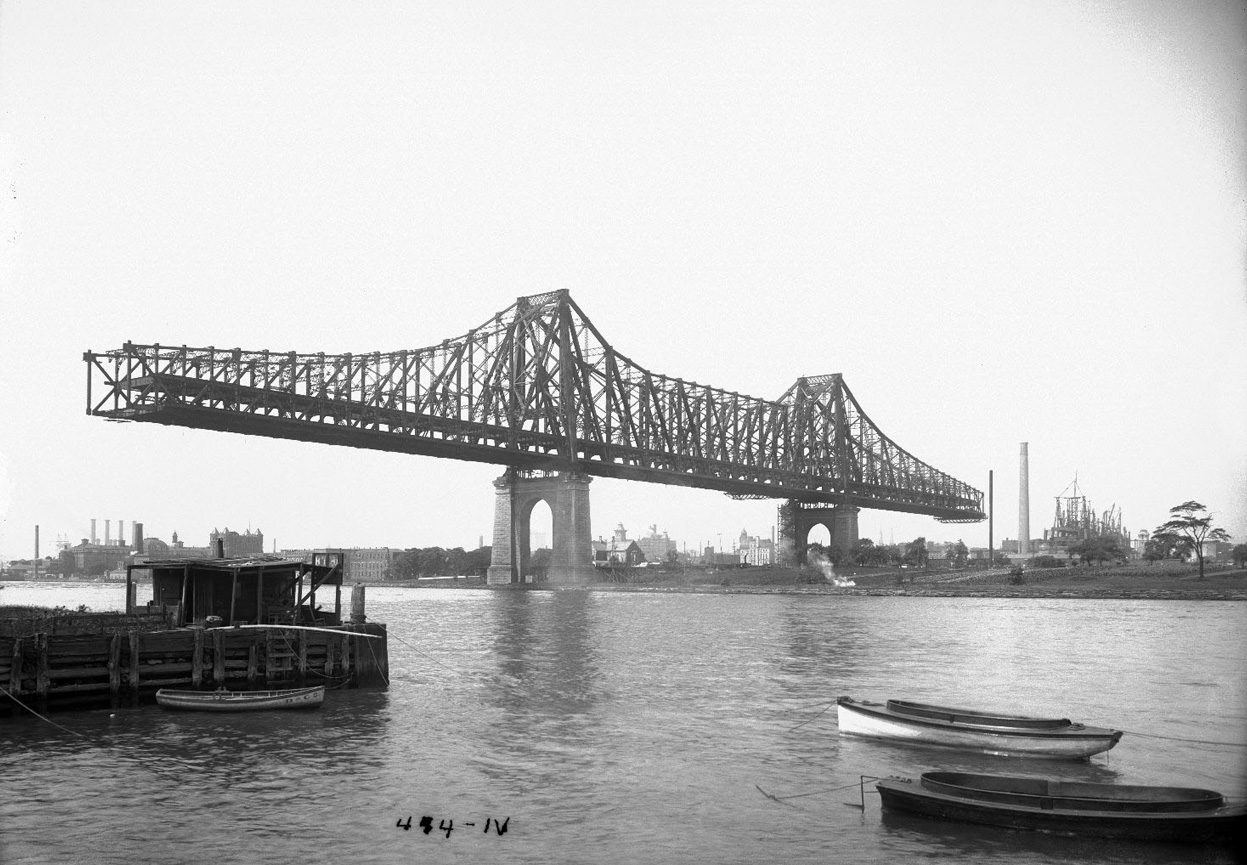
Queensboro Bridge im Bau, 1907
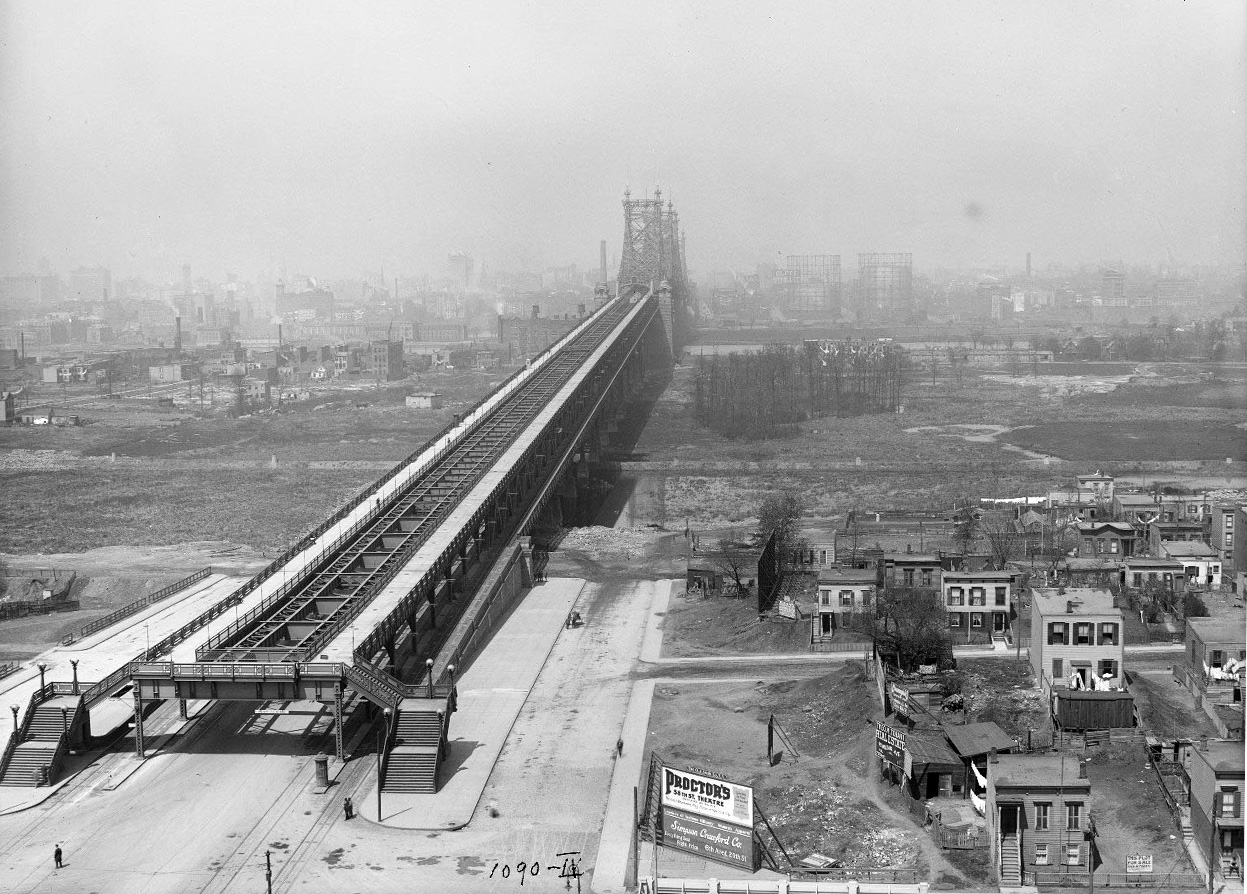
Queensboro Bridge, vor dem Bau der Hochbahn, 1912
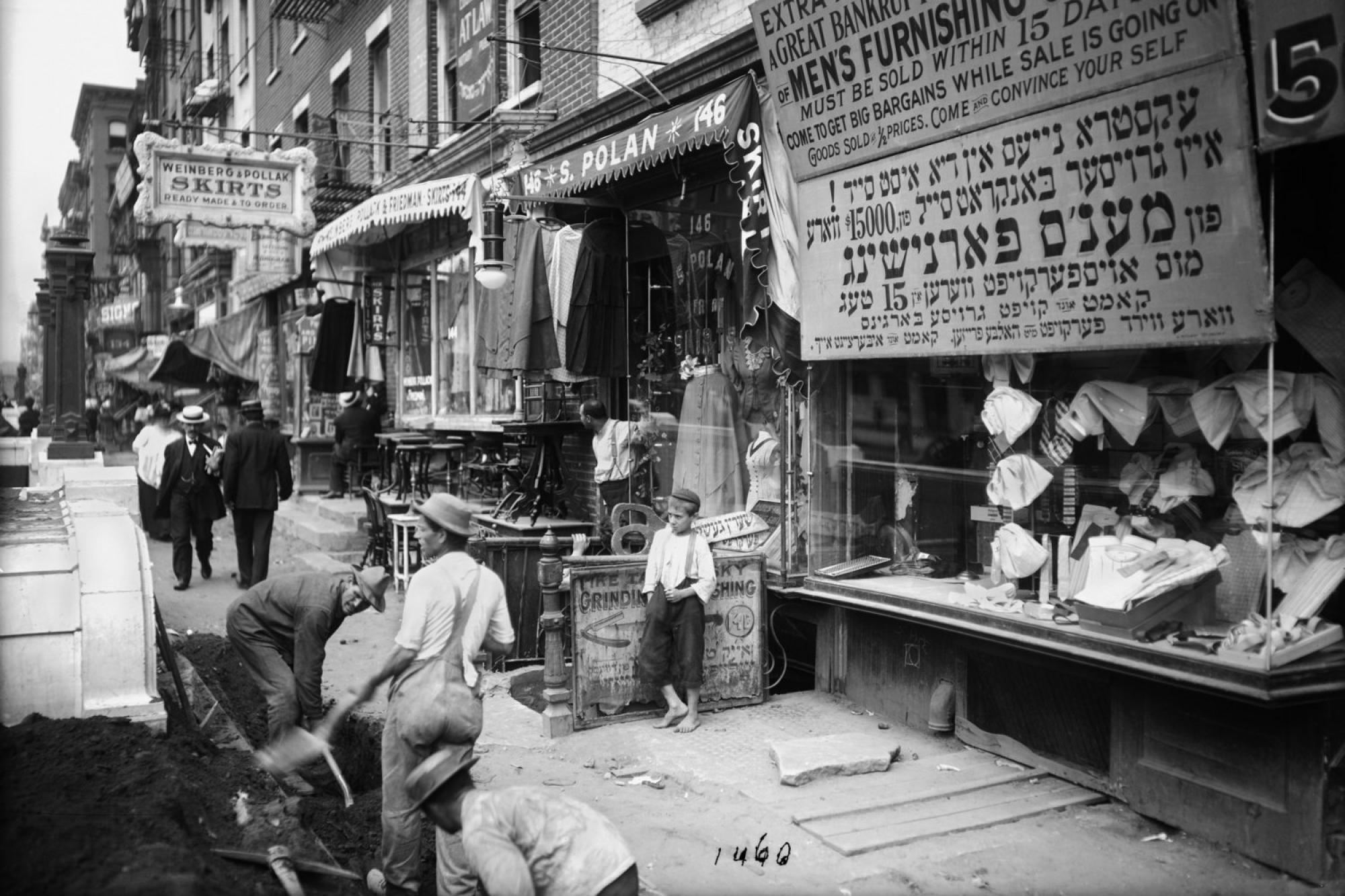
Bauarbeiten in der Delancy Street, 1908
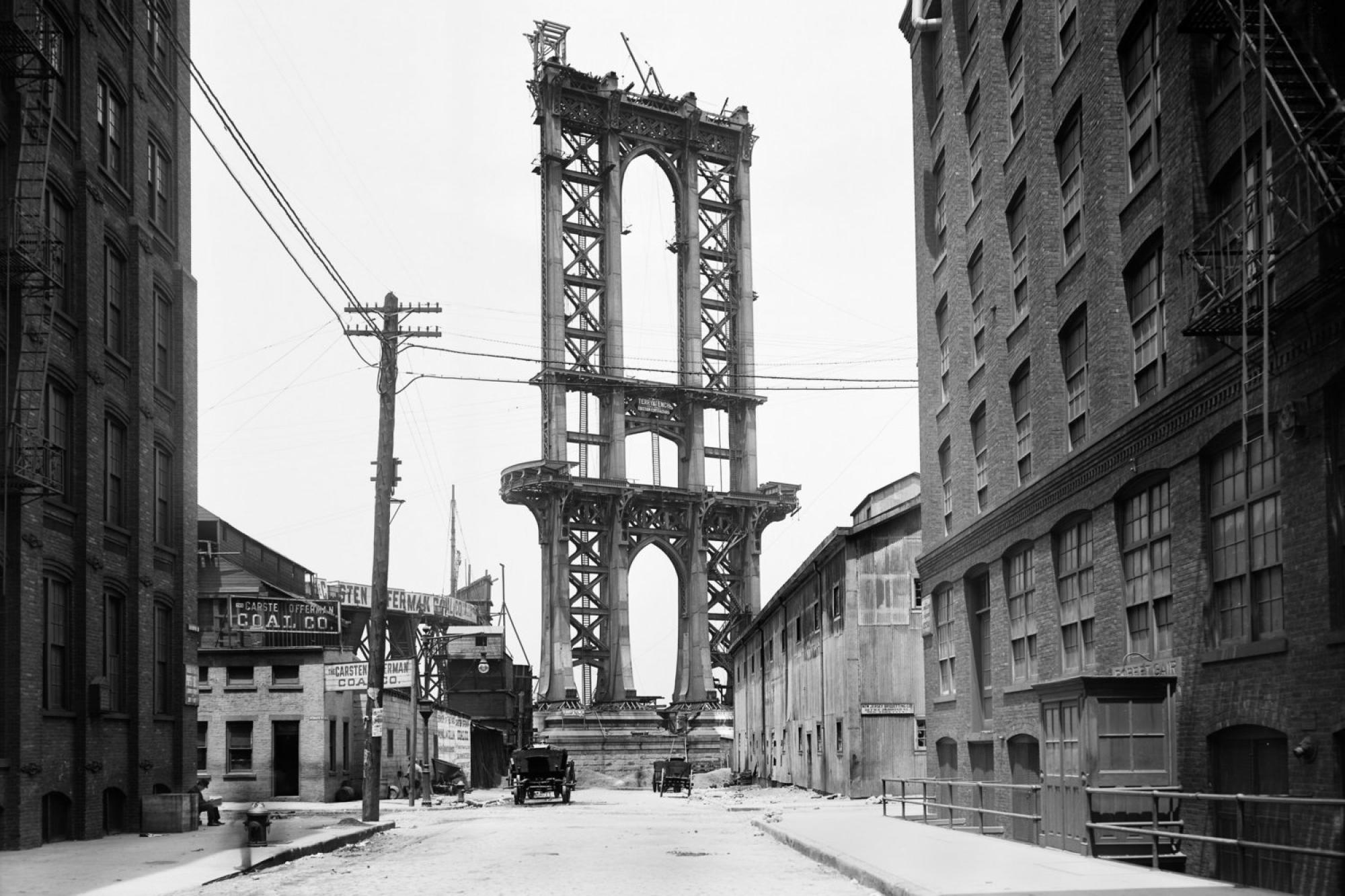
Pylon der Manhattan Bridge im Bau, 1908